# Гертрудіс Еченіка
Гертрудіс Йозефа дель Кармен Еченіка і Мухіка (1849–1928) - перша леді Чилі між 1896 і 1901 роками.
Народилася в Сантьяго, дочка Хуана Хосе Еченіка Баскуняна та його другої дружини Хесуси Мухіки Ехауррен. У 1868 році Гертрудіс одружилася з Федеріко Ерразурізом Ехаурреном, в шлюбі народила двох дітей: Федеріко (1869-1897) та Єлена Ерразуріз Ешеніке (1870-1966). Після смерті чоловіка вона повернулася до своєї фазенди Ель Huique, в провінції Кольчагуа, якою продовжувала керувати до самої своєї смерті.

## Зовнішні посилання
- Генеалогічна карта родини Ерразуріз [Архівовано 16 квітня 2021 у Wayback Machine.] (in Spanish)
- Музей Ель-Уіке [Архівовано 7 липня 2011 у Wayback Machine.] (in Spanish)

1. ↑  Pas L. v. Genealogics — 2003.